# Odd Arne Engh
Odd Arne Engh, né le 14 avril 1951 à Fåberg, est un coureur norvégien du combiné nordique.

## Biographie
Représentant le club Søre Ål Idrettslag, il devient champion de Norvège en 1973. Aux Jeux olympiques d'hiver de 1980, à Lake Placid, pour sa dernière compétition majeure, il se classe 29e.
Sur le Festival de ski de Holmenkollen, il arrive deuxième en mars 1973, derrière son compatriote Tom Sandberg.

## Palmarès

### Jeux olympiques
| Épreuve / Édition | Lake Placid 1980 |
| Individuel        | 29e              |

### Championnats du monde
| Épreuve / Édition | Lahti 1978 |
| Individuel        | 13e        |